# ریچل بلکلی
ریچل بلکلی (انگلیسی: Rachel Blakely؛ زادهٔ ۲۸ ژوئیهٔ ۱۹۶۸) یک هنرپیشه اهل استرالیا است. وی از سال ۱۹۹۱ میلادی تاکنون مشغول فعالیت بوده‌است. 